# Wilson Kiprotich Kebenei
Wilson Kiprotich Kebenei (* 20. Juli 1980) ist ein kenianischer Langstreckenläufer, der sich auf die Halbmarathon-Distanz spezialisiert hat.
Der zur Ethnie der Nandi gehörende Athlet kam bei den Halbmarathon-Weltmeisterschaften 2004 auf den achten Platz. 2005 gewann er den Halbmarathon von Mailand in einer Zeit von 1:00:11 h und war damit der drittschnellste Läufer des Jahres über diese Distanz.
Bei den Straßenlauf-Weltmeisterschaften 2006 über 20 km gewann er die Bronzemedaille in 57:15 min, beim Peking-Marathon desselben Jahres wurde er Vierter in 2:12:44 h.